# Núria de Gispert i Català
Núria de Gispert i Català (ur. 6 kwietnia 1949 w Barcelonie) – katalońska adwokat i polityk, urzędnik państwowa, od 2010 przewodnicząca Parlamentu Katalonii IX kadencji.

## Życiorys
W 1971 ukończyła studia prawnicze na Uniwersytecie Barcelońskim (UB). Pracowała jako adwokat i urzędniczka państwowa. W latach 1984–1993 sprawowała funkcję sekretarza generalnego ds. sprawiedliwości i administracji w Generalitat de Catalunya. Była radcą Generalitat odpowiedzialnym za kwestie sprawiedliwości (1995–2001), administracji i stosunków instytucjonalnych (2001–2002) oraz sprawiedliwości i spraw wewnętrznych (2002–2003). W 2004 została wykładowcą prawa Uniwersytetu Ramona Llula w Barcelonie.
Od 1986 jest działaczką Demokratycznej Unii Katalonii. Przez szereg lat sprawowała mandat posłanki do Parlamentu Katalonii (w VII i VIII kadencji; 2003–2010), była m.in. przewodniczącą Komisji Spraw Instytucjonalnych. Brała udział w pracach nad nowym Statutem Katalonii (2004–2006). W 2010 z ramienia Konwergencji i Unii objęła funkcję przewodniczącej Parlamentu Katalonii po wyborach wygranych przez CiU. Uzyskała 77 głosów CiU, Obywateli – Partii Obywatelskiej, a także po sześć głosów Partii Ludowej i Socjalistycznej Partii Katalonii. Jest pierwszą w historii kobietą na stanowisku przewodniczącej parlamentu.
Jest zamężna, ma czworo dzieci.